# Den-den daiko
Le den-den daiko (でんでん太鼓) est un tambourin à pellets[Quoi ?] japonais qui s'est rendu populaire dans le film The Karate Kid Part II.
Bien que le mot tambour lui soit rattaché, l'instrument est rarement utilisé comme tel. C'est plutôt un hochet destiné aux petits enfants en vue de les apaiser. Il possède deux faces et il est suspendu à une tige. De chaque côté du corps du tambour, des perles ou des pellets sont accrochés à des cordelettes. En tournant alternativement la poignée à grande vitesse, les perles frappent la membrane du tambour et émet un son. Il a pour modèle le furitsuzumi, un instrument utilisé dans le gagaku.[pas clair] Les perles frappent les membranes qui émettent un son. L'instrument est répertorié dans la famille des tambours parce qu'il est utilisé dans le gagaku (雅楽, littéralement « musique raffinée, élégante »).